# Stotra Bhaktamara

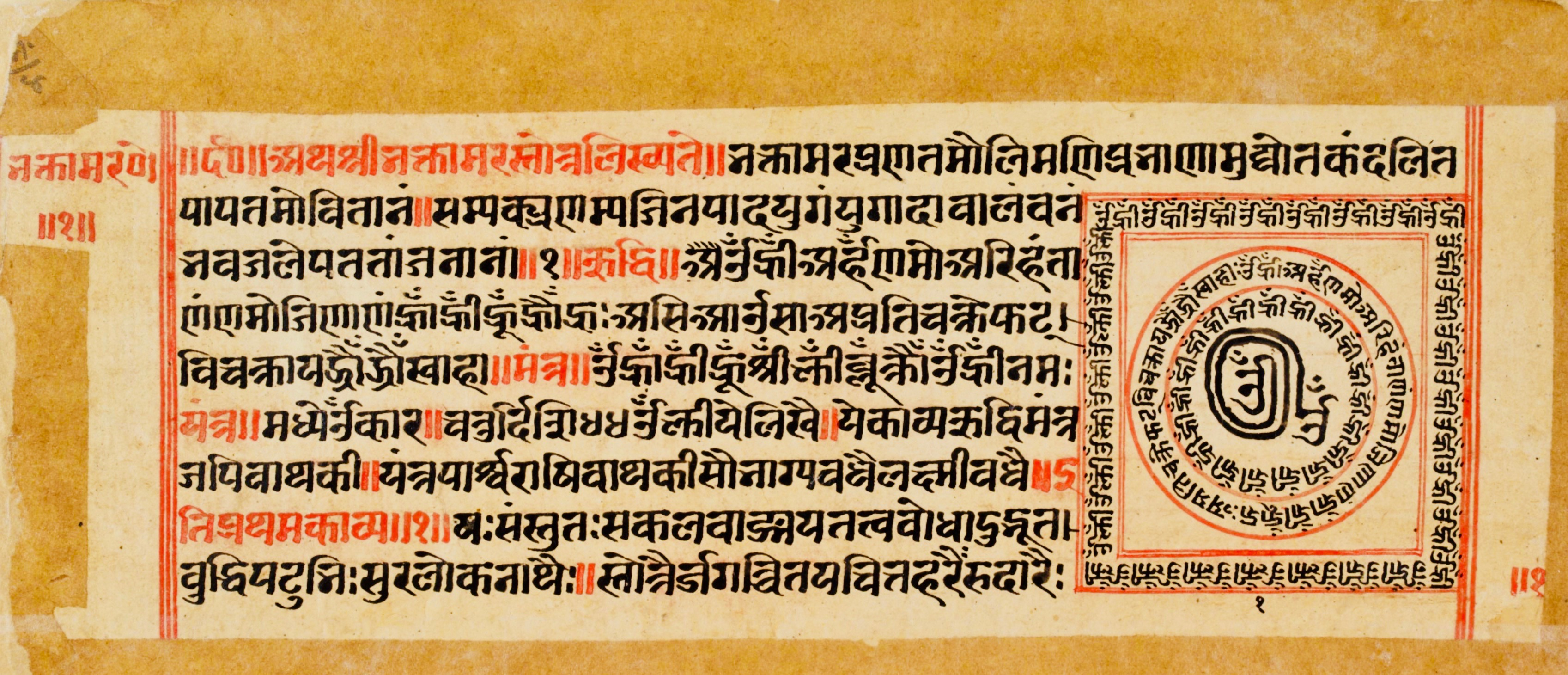
Manuscrit du XVIIIe siècle du Stotra Bhaktamara.

Le Stotra Bhaktamara est une prière très célèbre du jaïnisme. Sa traduction serait : « Éloge à l'Immortel par un dévot » ; bhakta signifie dévot, amar immortel. Elle est dédiée au premier Maître éveillé de cette foi, le Tirthankara Risabhdeva, appelé aussi Adinath.
Elle comporte entre 44 et 52 versets suivant les versions. Elle est utilisée par les deux branches du jaïnisme : shvetambara et digambara.
Son auteur est Manatunga (en), qui aurait vécu au VIe siècle de notre ère. L'histoire raconte qu'il a composé ce mantra enchaîné : à chaque fois qu'il récitait un verset, une chaine se cassait. Manatunga est lié à Bhopal dans l'état du Madhya Pradesh. De nombreux temples jaïns ont mis en peinture cet hymne avec plus ou moins de détails. Les croyants la chantent quotidiennement.